# Кременецький бук пурпуролистий
Кремене́цький бук пурпуроли́стий — ботанічна пам'ятка природи місцевого значення в Україні. Розташована в місті Кременець Тернопільської області, на вулиці Бориса Харчука, 29. 
Площа — 0,01 га. Оголошено об'єктом природно-заповідного фонду Тернопільської області рішенням виконкому Тернопільської обласної ради від 27 грудня 1976 року № 637. Перебуває у віданні Кременецького ЖКК. 
Під охороною — декоративна форма бука лісового (звичайного) віком понад 100 років, діаметром 68 см і заввишки 18 м. Має науково-пізнавальну, історичну та естетичну цінність.